# Tournoi de clôture du championnat du Paraguay de football 2010
Navigation
Tournoi précédent Tournoi suivant
Le tournoi de clôture de la saison 2010 du Championnat du Paraguay de football est le second tournoi semestriel de la centième saison du championnat de première division au Paraguay. Les douze clubs participants sont réunis au sein d'une poule unique où ils affrontent leurs adversaires deux fois, à domicile et à l'extérieur. À l’issue du tournoi, un classement cumulé des trois dernières années permet de déterminer les deux clubs relégués en deuxième division.
C'est le Club Libertad qui remporte le tournoi après avoir terminé en tête du classement final, avec trois points d'avance sur Cerro Porteño et sept sur Club Nacional. C'est le quinzième titre de champion du Paraguay de l'histoire du club.

## Qualifications continentales
Le vainqueur du tournoi Clôture est qualifié pour la Copa Libertadores 2011. De plus, un classement cumulé des deux tournois de la saison permet d’attribuer la troisième place en Copa Libertadores et les trois clubs qualifiés pour la Copa Sudamericana 2011.

## Les clubs participants
| - Club Libertad - Club Nacional - Cerro Porteño - Club Guaraní - Club Sportivo Trinidense - Club Sol de América | - Club Atlético 3 de Febrero - Club Olimpia - Club Sportivo Luqueño - Tacuary FC - Club Sport Colombia - Club Rubio Ñu |

## Compétition
Le barème utilisé pour établir le classement est le suivant :
- Victoire : 3 points
- Match nul : 1 point
- Défaite : 0 point

### Classement
| Rang | Équipe                     | Pts | J  | G  | N  | P  | Bp | Bc | Diff |
| ---- | -------------------------- | --- | -- | -- | -- | -- | -- | -- | ---- |
| 1    | Club Libertad              | 49  | 22 | 16 | 1  | 5  | 46 | 15 | +31  |
| 2    | Cerro Porteño              | 46  | 22 | 13 | 7  | 2  | 37 | 18 | +19  |
| 3    | Club Nacional              | 42  | 22 | 12 | 6  | 4  | 29 | 18 | +11  |
| 4    | Club GuaraníT              | 36  | 22 | 10 | 6  | 6  | 29 | 22 | +7   |
| 5    | Club Olimpia               | 31  | 22 | 7  | 11 | 4  | 31 | 23 | +8   |
| 6    | Club Rubio Ñu              | 28  | 22 | 7  | 7  | 8  | 25 | 32 | -7   |
| 7    | Club Sport Colombia        | 24  | 22 | 5  | 9  | 8  | 23 | 30 | -7   |
| 8    | Tacuary FC                 | 23  | 22 | 6  | 5  | 11 | 20 | 28 | -8   |
| 9    | Club Sol de América        | 20  | 22 | 5  | 5  | 12 | 20 | 28 | -8   |
| 10   | Club Atlético 3 de Febrero | 19  | 22 | 4  | 7  | 11 | 19 | 34 | -15  |
| 11   | Club Sportivo Trinidense   | 18  | 22 | 3  | 9  | 10 | 25 | 46 | -21  |
| 12   | Club Sportivo Luqueño      | 15  | 22 | 1  | 12 | 9  | 21 | 31 | -10  |

|  | Qualification pour la Copa Libertadores 2011 |
|  | T : Tenant du titre                          |

### Classements cumulés
| Rang | Équipe                     | Pts | J  | G  | N  | P  | Bp | Bc | Diff |
| ---- | -------------------------- | --- | -- | -- | -- | -- | -- | -- | ---- |
| 1    | Cerro Porteño              | 91  | 44 | 27 | 10 | 7  | 74 | 41 | +33  |
| 2    | Club LibertadClo           | 87  | 44 | 27 | 6  | 11 | 79 | 30 | +49  |
| 3    | Club GuaraníOuv            | 85  | 44 | 25 | 10 | 9  | 72 | 42 | +30  |
| 4    | Club Nacional              | 77  | 44 | 22 | 11 | 11 | 60 | 40 | +20  |
| 5    | Club Olimpia               | 71  | 44 | 18 | 17 | 9  | 63 | 41 | +22  |
| 6    | Club Rubio Ñu              | 66  | 44 | 17 | 15 | 12 | 61 | 57 | +4   |
| 7    | Club Sol de América        | 45  | 44 | 12 | 9  | 23 | 47 | 67 | -20  |
| 8    | Club Sportivo Luqueño      | 42  | 44 | 7  | 21 | 16 | 47 | 60 | -13  |
| 9    | Club Sport Colombia        | 41  | 44 | 9  | 14 | 21 | 44 | 70 | -26  |
| 10   | Club Atlético 3 de Febrero | 39  | 44 | 9  | 12 | 23 | 36 | 66 | -30  |
| 11   | Tacuary FC                 | 38  | 44 | 9  | 11 | 24 | 40 | 73 | -33  |
| 12   | Club Sportivo Trinidense   | 35  | 44 | 6  | 17 | 21 | 44 | 80 | -36  |

| Rang | Équipe                     | Pts   | J   | G | N | P | Bp | Bc | Diff |
| ---- | -------------------------- | ----- | --- | - | - | - | -- | -- | ---- |
| 1    | Club Libertad              | 2,045 | 132 |   |   |   |    |    |      |
| 2    | Cerro Porteño              | 1,871 | 132 |   |   |   |    |    |      |
| 3    | Club Guaraní               | 1,750 | 132 |   |   |   |    |    |      |
| 3    | Club Nacional              | 1,750 | 132 |   |   |   |    |    |      |
| 5    | Club Olimpia               | 1,477 | 132 |   |   |   |    |    |      |
| 6    | Club Rubio Ñu              | 1,465 | 88  |   |   |   |    |    |      |
| 7    | Club Sol de América        | 1,196 | 132 |   |   |   |    |    |      |
| 8    | Tacuary FC                 | 1,174 | 132 |   |   |   |    |    |      |
| 9    | Club Sportivo Luqueño      | 1,075 | 132 |   |   |   |    |    |      |
| 10   | Club Atlético 3 de Febrero | 1,000 | 132 |   |   |   |    |    |      |
| 11   | Club Sport Colombia        | 0,931 | 44  |   |   |   |    |    |      |
| 12   | Club Sportivo Trinidense   | 0,840 | 44  |   |   |   |    |    |      |

## Bilan de la saison
| Championnat du Paraguay de football 2010 |                            |
| Champion                                 | Club Libertad (15e titre)  |
| Qualifications continentales             |                            |
| Copa Libertadores 2011                   | Cerro Porteño              |
| Copa Libertadores 2011                   | Club Libertad              |
| Copa Libertadores 2011                   | Club Guaraní               |
| Copa Sudamericana 2011                   | Club Libertad              |
| Copa Sudamericana 2011                   | Club Nacional              |
| Copa Sudamericana 2011                   | Club Olimpia               |
| Promotions et relégations                |                            |
| Promus en Primera División               | General Caballero SC       |
| Promus en Primera División               | Independiente Campo Grande |
| Relégués en División Intermedia          | Club Sportivo Trinidense   |
| Relégués en División Intermedia          | Club Sport Colombia        |